# Susan Anspach
Pour les articles homonymes, voir Anspach.
Susan Florence Anspach est une actrice américaine, née le 23 novembre 1942 à New York (État de New York) et morte le 2 avril 2018 à Los Angeles en Californie.

## Biographie
Au théâtre, Susan Anspach joue à Broadway en 1965, dans la pièce And Things That Go Bump in the Night (en) de Terrence McNally (avec Eileen Heckart et Clifton James). Suit une seconde pièce en 1968, Winners de Brian Friel (première partie de Lovers (en)), où elle est la doublure de Fionnula Flanagan.
Au cinéma, elle débute dans deux films sortis en 1970, dont Cinq pièces faciles de Bob Rafelson (avec Jack Nicholson et Karen Black). Suivent dix-huit autres films à ce jour, majoritairement américains (le dernier sorti en 2010), notamment Tombe les filles et tais-toi d'Herbert Ross (1972, avec Woody Allen et Diane Keaton), Le Vainqueur de Steven Hilliard Stern (1979, avec Michael Douglas et Lawrence Dane) et Besoin d'amour de Jerry Schatzberg (1984, avec Gene Hackman et Henry Thomas).
Pour la télévision, toujours à ce jour, Susan Anspach apparaît dans quatorze séries, depuis Les Accusés (un épisode, 1965) jusqu'à Arabesque (un épisode, 1989) ; entretemps, mentionnons Le Voyageur (un épisode, 1986).
S'ajoutent douze téléfilms diffusés entre 1966 et 2002, dont Gone Are the Dayes (en) de Gabrielle Beaumont (1984, avec Harvey Korman).

## Théâtre à Broadway
- 1965 : And Things That Go Bump in the Night de Terrence McNally, mise en scène de Michael Cacoyannis : Lakmé
- 1968 : Lovers (première partie, Winners) de Brian Friel : Mag (doublure)

## Filmographie partielle

### Cinéma
(films américains, sauf mention contraire ou complémentaire)
- 1970 : Le Propriétaire (The Landlord) d'Hal Ashby : Susan Enders
- 1970 : Cinq Pièces faciles (Five Easy Pieces) de Bob Rafelson : Catherine Van Oost
- 1972 : Tombe les filles et tais-toi (Play It Again, Sam) d'Herbert Ross : Nancy
- 1973 : Les Choses de l'amour (Blume in Love) de Paul Mazursky : Nina Blume
- 1978 : The Big Fix de Jeremy Kagan : Lila Shea
- 1979 : Le Vainqueur (Running) de Steven Hilliard Stern : Janet
- 1981 : Les Fantasmes de Madame Jordan (Montenegro) de Dušan Makavejev (film britanno-suédois) : Marilyn Jordan
- 1981 : Max et le Diable (The Devil and Max Devlin) de Steven Hilliard Stern : Penny Hart
- 1984 : Besoin d'amour (Misunderstood) de Jerry Schatzberg : Lilly
- 1987 : Heaven and Earth d'Ulli Lommel : Karen McKeon
- 1987 : Blue Monkey de William Fruet (film américano-canadien) : Dr Judith Glass
- 1989 : Un fusil pour l'honneur (Blood Red) de Peter Masterson : la veuve
- 1990 : Back to Back de John Kincade : Madeline Hix

### Télévision
Séries
- 1965 : Les Accusés (The Defenders), saison 4, épisode 26 A Matter of Law and Disorder de Robert Butler : Jackie Dowling
- 1973 : Love Story, saison unique, épisode 2 All My Tomorrows : Lee McKinley
- 1986 : Le Voyageur (The Hitchhiker), saison 3, épisode 8 Le Grand Tournant (Dead Man's Curve) de Roger Vadim : Claudia
- 1989 : Arabesque (Murder, She Wrote), saison 6, épisode 6 Tout feu, tout flamme (Dead Letter) d'Anthony Pullen Shaw : Loïs Fricksey

Téléfilms
- 1975 : For the Use of the Hall de Lee Grant : Terry
- 1976 : Laissez-moi mon enfant (I Want to Keep My Baby!) de Jerry Thorpe : Donna Jo Martelli
- 1976 : The Secret Life of John Chapman de David Lowell Rich : Wilma
- 1980 : Rendez-vous nocturnes (Portrait of an Escort) de Steven Hilliard Stern : Jordan West
- 1982 : Deadly Encounter de William A. Graham : Chris Butler
- 1984 : Gone Are the Dayes de Gabrielle Beaumont : Phyllis Daye
- 1994 : Cagney et Lacey : Les Retrouvailles (Cagney & Lacey: The Return) de James Frawley : Deborah Nelson
- 2002 : Souvenirs d'amour (Dancing at the Harvest Moon) de Bobby Roth : Julia